# Astragalus chuskanus
Astragalus chuskanus là một loài thực vật có hoa trong họ Đậu. Loài này được Barneby & Spellenb. miêu tả khoa học đầu tiên.